# تادي أوغيدان
تادي أوغيدان (بالإنجليزية: Tade Ogidan) (مواليد يوليو 1960)، هُو مُخرج ومُنتج وكاتب سيناريو نيجيري.

## وصلات خارجية
- تادي أوغيدان على موقع IMDb (الإنجليزية)
- تادي أوغيدان على موقع قاعدة بيانات الفيلم (الإنجليزية)